# Большой Олыкъял
Большой Олыкъял (луговомар. Олыкъял) — деревня в Волжском районе Республики Марий Эл. Входит в состав Петъяльского сельского поселения.

## География
Находится в южной части республики Марий Эл на расстоянии приблизительно 27 км по прямой к северо-востоку от районного центра города Волжск и в 6 км по прямой (10,5 км по автодорогам) к югу от центра сельского поселения, деревни Петъял, у границы с Зеленодольским районом Татарстана.

## История
Деревня впервые упоминается в 1791 году в записках И. Ф. Пыхачева как новопоселенная деревня Алукял, принадлежавшая С. В. Жемчужникову. Обозначена на плане Генерального межевания Казанского уезда конца XVIII века под названием Олыкъял. Название Олыкъял в переводе с марийского означает «луговая деревня». Группа из семи семей расположилась на обширном ровном лугу по левому берегу реки Петьялка (другая группа из трёх семей на правом горном берегу основала деревню Малый Олыкъял). Сначала крестьяне жили в землянках, затем стали строить себе избы. В 1825 году в деревне насчитывалось 67 ясачных крестьян. В 1839 году — 85 душ мужского пола в 30 дворах.
В 1885 году Олокъял Большой был деревней Кукморской волости Казанского уезда Казанской губернии. Жителями были марийцы, бывшие государственные крестьяне. Деревня принадлежала Имберь-Кукмарскому сельскому обществу, в ней насчитывалось 120 жителей (57 мужчин, 63 женщины) в 34 дворах, имелось 307,7 десятин земли. Кроме сельского хозяйства, 15 жителей занимались лесопилением, 8 — приготовлением лаптей и 3 — продажей перекупных дров. В 1895 году в деревне проживало 420 жителей (216 мужчин, 204 женщины), в 1905 году — 402 жителя (193 мужчины, 209 женщин) в 70 дворах. В 1910 году открылась одноклассная школа Братства святителя Гурия.
В 1920 году деревня вошла в состав Марийской автономной области. В 1923 году в деревне Большой Олыкъял Сотнурской волости Краснококшайского кантона проживало 282 человека в 57 дворах. В начале 1925 года деревня входила в состав Нагоринского райсельсовета Звениговского кантона, в ней проживало 278 человек (270 мари и 8 русских).
В 1927 году здесь находилось машинное кооперативное товарищество. В 1929 году были организованы два колхоза — «У нур» («Новое поле») и «Памаш тур» («Около родника»). В 1930 году колхоз «Памаш тур» занимался в основном полеводством, имел 135 га земли, в него входили 15 хозяйств и 57 человек, колхозники пользовались молотилкой, жаткой и сортировкой.
В 1939 году работала начальная школа, где детей обучали на марийском языке. Школу посещали 22 ученика, работал 1 учитель. В школьной библиотеке находилось 275 книг. В состав колхоза им. Чапаева в 1940 году входило 62 двора и 272 человека, большинство составляли марийцы, колхоз обслуживался Сотнурской МТС. В конюшне содержалось 45 лошадей, в овчарне — 33 овцы. Кроме того, у колхоза было 13 голов крупного рогатого скота, 34 головы птицы и 55 пчелосемей. Поля обрабатывали двумя молотилками, 22 конными плугами, сеялкой и двумя жатками, зерносортировкой и двумя веялками. В деревне имелось шесть зернохранилищ, картофелехранилище, 2 овина и 2 крытых тока, а также две силосные ямы.
Многие жители деревни участвовали в войне, работая на фронте и в тылу. В 1945 году в состав колхоза входило 57 хозяйств и 251 человек, из них трудоспособных 19 мужчин, 91 женщина и 19 подростков. Руководящими кадрами были председатель, бухгалтер, два бригадира-растениевода и заведующий животноводческими фермами. Имелись хозяйственные постройки — коровник, телятник, свинарник, картофелехранилище и овчарня. В 1950 году колхоз им. Чапаева (59 дворов, 217 человек) вошёл в состав колхоза «Большевик» деревни Карай.
Перепись 1979 года показала 190 постоянных жителей деревни (88 мужчин, 102 женщины), преобладали марийцы. В 1980 году — 81 мужчина и 77 женщин в 56 хозяйствах. В то время деревня Карайского сельсовета Волжского района была бригадой колхоза им. Прохорова, по ней проходила грунтовая дорога, было автобусное сообщение с городом Волжском. Все дома были одноэтажные, большинство домов было построено после войны. Деревня была электрифицирована, имелись радио, телефоны (с 1978 года) и телевизоры, воду брали из 7 колонок и 1 колодца. В личном пользовании жителей был 41 велосипед, 37 мотоциклов и 2 автомобиля. Имелись спортплощадка, клуб и сельский магазин, а также два почтовых ящика.
В 2004 году деревня вошла в состав Петъяльского сельского поселения.

## Население
| 2002 | 2010 |
| ---- | ---- |
| 69   | ↗99  |

Согласно результатам переписи 2002 года в деревне проживало 69 человек (37 мужчин и 32 женщины), марийцы (99 %). По данным текущего учёта — 89 жителей в 37 дворах. Жители разговаривали на марийском языке.
По переписи 2010 года — 99 человек (52 мужчины и 47 женщин). По переписи 2021 года — 64 жителя (63 марийца и 1 русский). Для 61 человека родным был марийский язык, для 3 — русский (которым владели все и использовали почти все жители деревни наряду с марийским). Распространённые фамилии — Прохоровы, Артемьевы, Чепаковы.

## Известные люди
- Иванов Иван Иванович (1874—1966) — марийский русский и советский педагог. Преподаватель Моркинского педагогического училища (1936—1954). Заслуженный учитель школы РСФСР (1941).
- Иванов Валерий Вячеславович (1975—1995) — Герой Российской Федерации, детские годы провёл в деревне.
- Прохоров Зинон Филиппович (1909—1944) — уроженец деревни, Герой Советского Союза.

## Инфраструктура и достопримечательности
В деревне есть дом-музей Героя Советского Союза З. Ф. Прохорова, перед которым стоит обелиск в его честь, сооружённый в июне 1966 года.
В центре деревни построена аллея героев, на которой 9 мая 1989 года установлен его бюст, а 16 ноября 2000 года — бюст Героя России В. В. Иванова.
В деревне три улицы — имени С. Г. Чавайна, Чапаева и Прохорова. Площадь жилого фонда на начало 2023 года — 1,77 тыс. м². Деревня не газифицирована, но имеется централизованное водоснабжение. Большинство домов деревянные, крыши покрыты шифером, железом, рубероидом. Население занимается сельским хозяйством, на приусадебных участках площадью до 1 га жители выращивают овощи, ягоды, в хозяйствах держат коров, овец, свиней, гусей, кур. По состоянию на 2002 год в деревне имелись 1 грузовой и 2 легковых автомобиля, 1 трактор, бытовая техника. Население посещает Свято-Гурьевскую церковь у деревни Петъял.